# 王式丹
王式丹（1645年—1718年），字方若，号楼村。江苏宝应人。清朝狀元、政治人物。

## 生平
生于清顺治二年（1645年），少有才名，嗜古好学，“诗文知名海内”，王渔洋称其文皆“衍裕典重，卓伟精致”，二十歲時被人誉为江南诗人之首。宋荦选刻《江左十五子诗选》，将之列首位。早年科場不順，屡试不第。康熙四十二年（1703年）登癸未科状元，已五十九歲，会试、殿试皆第一，但以重聽不为圣祖所喜，授修撰，参与编修《明史》、《大清一统志》、《皇舆图表》。与蒲松龄交善，又自製有“八宝豆腐”。 康熙五十二年，因同年榜眼趙晉「辛卯江南科场案」罷歸。 王式丹知醫術，尤精痘科。康熙五十七年（1718年）卒。著有《楼村集》、《灵痘录》。

## 家族
有孫王箴輿，康熙壬辰進士。有侄王懋竑，康熙戊戌科进士，授官安庆府教授。